# Actinocythereis marylandica
Actinocythereis marylandica is een mosselkreeftjessoort uit de familie van de Trachyleberididae. De wetenschappelijke naam van de soort is voor het eerst geldig gepubliceerd in 1935 door Howe & Hough.